# Leiodontocercus condylus
Leiodontocercus condylus är en insektsart som beskrevs av David R. Ragge 1962. Leiodontocercus condylus ingår i släktet Leiodontocercus och familjen vårtbitare. Inga underarter finns listade i Catalogue of Life.